# Ida Wallén
Ida Wallén, född 1979, är en finländsk operasångerska (mezzosopran, tidigare sopran). Hon är dotter till Martti Wallén och Rita Bergman. 
Wallén har studerat vid musikhögskolorna i Karlsruhe, Berlin och München (diplom 2005). I sångtävlingen i Villmanstrand 2006 fick hon Rundradions pris. Hon har framträtt vid tyska operascener och vid Nyslotts operafestival.